# Nivel topográfico

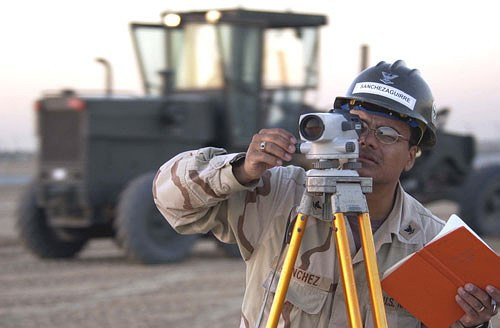
Nivel Sokkia, en uso.

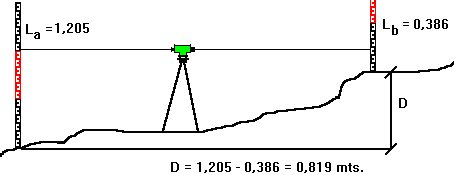
Obtención de desniveles

El nivel topográfico, también llamado nivel óptico, nivel de ingeniero o equialtímetro, es un instrumento que tiene como finalidad la medición de desniveles entre puntos que se hallan a distintas alturas o el traslado de cotas de un punto conocido a otro desconocido.

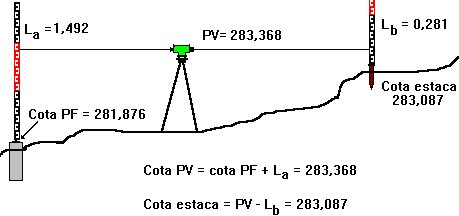
Traslado de cotas

## Características
Pueden ser manuales o automáticos, según se deba calibrar horizontalmente el nivel principal en cada lectura o que esto se haga automáticamente al poner el instrumento "en estación".
El nivel óptico consta de un anteojo similar al del teodolito con un retículo estadimétrico, para apuntar y un nivel de burbuja muy sensible (o un compensador de gravedad o magnético en el caso de los niveles automáticos), que permita mantener la horizontalidad del eje óptico del anteojo, ambos están unidos solidariamente de manera que cuando el nivel está desnivelado, el eje del anteojo no mantiene una perfecta horizontalidad, pero al nivelar el nivel también se horizontaliza el eje óptico.
En los últimos treinta años se ha producido un cambio tal en estos instrumentos que por aquella época, a principios de la década de 1980, casi todos los instrumentos que se utilizaban eran del tipo manual, pero en este momento es raro encontrar uno de aquellos instrumentos, incluso son raras las marcas que aún los fabriquen, ya que las técnicas de fabricación se han perfeccionado tanto que los automáticos son tan precisos y confiables como los manuales, a pesar de la desconfianza que despertaban en los viejos topógrafos los primeros modelos automáticos.[cita requerida]
Este instrumento debe tener unas características técnicas especiales para poder realizar su función, tales como burbuja para poder nivelar el instrumento, anteojo con los suficientes aumentos para poder ver las divisiones de la mira, y un retículo con hilos para poder hacer la puntería y tomar las lecturas, así como la posibilidad de un compensador para asegurar su perfecta nivelación y horizontalidad del plano de comparación.

## Partes de un Nivel
El nivel óptico consta de varias partes esenciales:
1. Objetivo: Contiene lentes que maximizan la focalización de objetos.
2. Botón de enfoque: Permite una visualización más clara y nítida de los objetos.
3. Ocular: Situado opuesto al objetivo, usado para enfocar la "cruz reticular".
4. Tornillos de nivelación: Aseguran la nivelación del equipo.
5. Compensador: Sistema de prismas suspendidos que mantiene la línea de colimación nivelada, basándose en el péndulo y la gravedad o magnetismo.
6. Tornillo de ajuste horizontal: Permite el desplazamiento del instrumento hacia la derecha o izquierda.
7. Base o Placa Base: Conecta el nivel óptico al trípode.
8. Círculo de horizontal: Marcación en grados para ajuste y lectura de ángulos horizontales.[1]

## Precisión
La precisión de un nivel depende del tipo de nivelación para el que se lo utilice. Lo normal es un nivel de entre 20 y 25 aumentos y miras centimetradas o de doble milímetro. Con este nivel y la metodología apropiada se pueden hacer nivelaciones con un error de aproximadamente 1.5 cm por kilómetro de nivelada.
Para trabajos más exigentes, existen niveles con nivel de burbuja partida, retículo de cuña, placas planoparalelas con micrómetro y miras de INVAR milimetradas, con los cuales se pueden alcanzar precisiones de unos 7 mm por kilómetro de nivelada, con la metodología apropiada.